# Bert Hellinger
Bert Hellinger, született: Anton Hellinger (Leimen, 1925. december 16. – 2019. szeptember 19.) német pszichoterápiával foglalkozó katolikus misszionárius.

## Élete
A keresztségben az Anton nevet kapta, később maga vette fel a Suit Bert nevet (Szent Suitbert után 637–713, aki a frizek apostola, vándorpüspök volt, nevének jelentése: gyorsaság vagy erő révén ragyogó). Hellinger filozófiát, teológiát és pedagógiát tanult. Tanulmányai után 16 éven át egy katolikus misszionárius rend, a Kongregation der Missionare von Mariannhill tagjaként Dél-Afrikában dolgozott a zuluknál. Itt figyelte meg, hogy a természeti népeknél milyen nagy jelentősége és gyógyító ereje van az ősök tiszteletének.
Visszatérése után pszichoanalitikus lett, majd a csoportdinamika, a primérterápia, a tranzakció-analízis és különböző hipnoterápiás eljárások hatása alatt kialakította a saját munkamódszerét, a mára már világszerte ismertté vált családfelállítást. A módszert számos területen alkalmazzák, például a pszichoterápiában, a pszichoszomatikus orvoslásban, az életvezetési és nevelési tanácsadásban, a tágabb értelemben vett lelki gondozásban.
Bert Hellinger a Rupert Sheldrake által megfogalmazott morfogenetikus mező erőterében uralkodó törvényeket figyelte meg, és azokat A szeretet rendjei című művében fogalmazta meg. Terápiájának lényege a mezőben lévő rendek helyreállítása. A mezőt szívesen nevezte szellemi mezőnek.
Bert Hellinger gondolkodásmódja áthidal minden ideológiát, fölöttük áll, a létezés középpontjára figyel, ahol már vagy még nincsenek szavaink. Egy jellemző mottója:
„A legmélyebb valóság nem a boldogság, hanem a fájdalom. Ez a legvégső valóság. Hogy miért, azt nem tudom megmagyarázni, valószínűleg azzal áll kapcsolatban, hogy a fájdalom teszi lehetővé, hogy búcsút vegyünk az átmenetitől.
Ha összességében nézzük az élet valóságát, akkor azt látjuk, hogy átmeneti és mulandó. Mögötte azonban valami maradandó hat, bármi legyen is az. Nem tudom, és nem is akarom definiálni. Ám a fájdalom arra utal, ami mögötte van. A fájdalom teszi lehetővé, hogy meglássuk és elinduljunk felé.”
Bert Hellinger, bár világszerte elismert pszichoterapeuta, kritikusai mégis szemére vetik, hogy nem volt elismert pszichoterapeuta diplomája. Az egyházaknak is dilemmát okoz a vele kapcsolatos állásfoglalás, hiszen a papi rendből kilépett, nem tartozott egyházhoz, mégis egész lénye mély hitet sugárzott, módszere pedig sokaknak adja meg a testi-lelki gyógyulást, a lelki békét.
Magyarországon 1995-ben járt először a Családterápiás Egyesület meghívására, majd 2006 májusában konferenciát tartott a magyarországi Hellinger Intézet szervezésében a Jogi Egyetem dísztermében.

## Magyarul megjelent művei
- Bert Hellinger–Gabriele ten Hövel: Felismerni, ami van. Beszélgetések oldásról és kötésről; ford. Márton Ferenc; Bioenergetic, Bp., 2002
- Mitől működik a szerelem? Bert Hellinger párterápiája; szerk. Johannes Neuhauser, ford. Bak Judit; Bioenergetic, Bp., 2007
- Családdinamikai kötődések rákbetegeknél. Érintettek, hozzátartozók és terepauták részére; ford. Bak Judit; Bioenergetic, Bp., 2008
- Maradandó boldogság. A harmonikus kapcsolat; ford., szerk. Tóth Péter; Moira-22 Bt., Tárnok, 2008 (A rendszerfelállítás kiskönyvtára)
- Kétféle boldogság. Bert Hellinger rendszer-pszichoterápiája; szerk. Gunthard Weber, ford. Bak Judit; Bioenergetic, Bp., 2008
- A forrás nem kérdi, merre visz az útja. A családfelállítás lexikonja; ford. Szász Andrea; Bioenergetic, Bp., 2009
- Gondolkodtató. Pillantások a teljességre. Az erő mondatai; ford. Tóth Péter; Moira, Tárnok, 2010 (A családfelállítás kiskönyvtára)
- A szeretet rendje. Bevezetés a családfelállításba; Moira, Bp., 2012 (A rendszerfelállítás kiskönyvtára)